# 青島北駅
青島北駅（チンタオきたえき）は、中華人民共和国山東省青島市李滄区にある、中国国鉄済南鉄路局と青島地下鉄の駅である。

## 利用可能な路線
- 中国国鉄 (CR)
  - 膠済線
  - 膠済旅客専用線
  - 青栄都市間鉄道
  - 青連線
- 青島地下鉄 (QM)
  - 1号線
  - 3号線
  - 8号線

## 中国国鉄

### 駅構造
- 島式ホーム14面18線の地上駅。

### 沿革
- 2010年3月17日 - 建設開始。
- 2014年1月10日 - 開業。

### 隣の駅
- 膠済線：沙嶺荘駅 - 青島北駅 - 婁山駅
- 膠済旅客専用線：青島駅 - 青島北駅 - 膠州北駅

## 青島地下鉄

### 沿革
- 2010年3月17日 - 建設開始。
- 2015年12月16日 - 開業。

### 隣の駅
- ■ 1号線：安順路駅 - 青島北駅 - 滄安路駅
- ■ 3号線：永平路駅 - 青島北駅
- ■ 8号線：曲戈荘駅 - 青島北駅 - 大洋駅

## 駅周辺
- 膠州湾
- 李村河
- 青島膠州湾大橋